# عبدالله عزام
عبدالله یوسف عزام (۱۹۴۱–۱۹۸۹)، اسلام‌گرای جهادی و مبلغ مذهبی فلسطینی-اردنی بود. او که یک سنی سلفی بود، پس از جنگ شش‌روزه در ۱۹۶۷، از کرانه باختری گریخت و در اردن و مصر، تحصیلات عالی خود را ادامه داد و سپس به عربستان سعودی رفت.
عبدالله در ۱۹۷۹، پس از حمله شوروی به افغانستان با صدور فتوایی از جهاد دفاعی در برابر اشغال‌گری حمایت کرد و به پاکستان رفت تا از مجاهدین افغان پشتیبانی کند. او از چهره‌های کلیدی در ترغیب اسامه بن لادن به ورود به جنگ افغانستان بود. در ۱۹۸۴ (۱۳۶۳)، او به همراه بن لادن مکتب‌الخدمات را برای جمع‌آوری کمک‌های مالی و جذب نیروهای غیرافغان تأسیس کرد. پس از خروج شوروی از افغانستان در ۱۹۸۹، او به ترویج جهاد در سایر کشورها پرداخت و به پدر جهاد جهانی شهرت یافت.
در ۲۴ نوامبر ۱۹۸۹، عزام در پیشاور پاکستان بر اثر انفجار خودروی بمب‌گذاری‌شده کشته شد.

## تحصیلات و شکل‌گیری شخصیت و اندیشه
عزام در فلسطین زمانی که دانش‌آموز بوده، از طریق معلمش که عضو یا طرفدار اخوان‌المسلمین بوده، با این گروه آشنا شده و به عضویت اولیه آن درآمد. او سال ۱۹۶۶/۱۳۴۵ لیسانس/کارشناس خود را در رشته علوم شرعی از دانشگاه دمشق دریافت کرد. سپس به عضویت اخوان‌المسلمین درآمد و پس از یک سال در جنگ شش‌روزه عرب‌ها و اسرائیل در صف داوطلبان اخوان‌المسلمین در نبرد شرکت داشت. او در سال‌های ۱۹۶۸ تا ۱۹۷۰ (۱۳۴۷ تا ۱۳۴۹) امیر اخوان المسلمین در اردن بود. او در سال ۱۹۶۹/۱۳۴۸ از دانشگاه الازهر در مصر کارشناسی‌ارشد در رشته اصول دین و در سال ۱۹۷۳/۱۳۵۲ دکترای اصول فقه را دریافت نمود. او در مصر با اندیشه‌های حسن البنا و سید قطب آشنا شد. عزام سپس به اردن بازگشت و تا ۱۹۸۰/۱۳۵۹ در دانشگاه‌های اردن به تدریس اشتغال داشت. پس از آن به دلیل فعالیت‌هایش از اردن اخراج شده و به جده در عربستان سعودی رفت و در دانشگاه ملک عبدالعزیز آغاز به تدریس نمود و تا سال ۱۹۸۱ در جده ماند.
عزام در سال‌های بودنِ خود در اردن با حمایت دولت‌های عربی و افراد سلفی اقدام به تأسیس و بنیان‌گذاری حماس نمود و ارتباط خود را تا از قبل از حضور در افغانستان با گروهش حفظ کرد.

## فعالیت‌ها در پاکستان و افغانستان
عزام در سال ۱۹۸۱ در دانشگاه بین‌المللی اسلامی اسلام‌آباد پاکستان شروع به تدریس کرد. او سپس به پیشاور، نزدیک مرز افغانستان، نقل مکان کرد و دفتر «مکتب الخدمات» را تأسیس نمود تا خانه‌های اقامتی در پیشاور و اردوگاه‌های آموزش نظامی در افغانستان را برای داوطلبان بین‌المللی جنگ علیه شوروی سازماندهی کند. بین ۱۶٬۰۰۰ تا ۳۵٬۰۰۰ داوطلب مسلمان از سراسر جهان برای جنگ به افغانستان آمدند. پیشاور، در ۱۵ کیلومتری گذرگاه تاریخی خیبر، به‌عنوان مسیر اصلی انتقال مبارزان و کمک‌های نظامی به شرق افغانستان تبدیل شد.

### همکاری با اسامه بن‌لادن
پس از فارغ‌التحصیلی بن‌لادن در سال ۱۹۸۱، او نیز مدتی در پیشاور اقامت گزید و با تشویق عزام، هزینه‌های آموزش مجاهدان را تقبل کرد. برخی معتقدند محمد عاطف، عزام را متقاعد کرد تا فعالیت‌های دانشگاهی را رها کرده و تمام‌وقت به تبلیغ جهاد بپردازد. بن‌لادن از طریق مکتب الخدمات، هزینه‌های سفر و اسکان مجاهدان را پرداخت و شبکه‌ای از پیک‌ها را برای ارتباط بین افغانستان و پیشاور ایجاد کرد.

### تشکیل گروه‌های جهادی
پس از آموزش، داوطلبان به گروه‌های افغان تحت حمایت عزام می‌پیوستند. در ۱۹۸۴، بن‌لادن «بیت الانصار» را در پیشاور تأسیس کرد تا از داوطلبان عرب‌افغان پشتیبانی کند و بعدها یک گروه نظامی مستقل تشکیل دهد. سال ۱۹۸۸/۱۳۶۷ عزام، احمد خضر را متقاعد کرد تا برای یک سازمان خیریه جدید به نام «التحدی» کمک‌های مالی جمع‌آوری کند، اما اختلافات بین آن‌ها به یک درگیری علنی و تشکیل دادگاه شرعی انجامید.

### اختلافات پس از جنگ
پس از خروج شوروی از افغانستان، عزام از جنگ داخلی افغانستان ناامید شد. او ابتدا از گلبدین حکمتیار حمایت کرد، اما پس از ملاقات با احمد شاه مسعود، به جمعیت اسلامی گرایش یافت و او را «ناپلئون جهاد» نامید. این موضوع باعث اختلاف او با بن‌لادن شد که همچنان از حکمتیار حمایت می‌کرد. عبدالله عزام برخلاف همفکران و متحدان خود دیدگاه مثبتی نسبت به احمدشاه مسعود داشت. به گفته موسی القرنی در آن دوران تقریباً تمام مجاهدین عرب در پیشاور شامل ایمن الظواهری به جز عبدالله عزام نسبت به مسعود نظر منفی داشتند و اتهام‌های زیادی تا حد کفر را به او وارد می‌کردند. همچنین این بحث مطرح شده بود که آیا کمک مالی به مسعود از نظر شرعی جایز است یا نه؟ حتی یک محاکمه غیابی نیز در پیشاور برگزار شد که در آن ۲۱ نفر علیه مسعود شهادت داده و دو نفر نیز از او دفاع کردند. عبدالله عزام، اسامه بن لادن و عبدالمجید الزندانی در این دادگاه به عنوان قاضی حضور داشتند و در نهایت دادگاه در حکم خود اعلام کرد که نمی‌تواند مسعود را تأیید یا رد کند.

### جهاد جهانی و تبلیغات
عزام در طول جنگ افغانستان به‌عنوان یک چهره الهام‌بخش برای مجاهدان شناخته می‌شد. او در دهه ۱۹۸۰ به کشورهای مختلف سفر کرد و با روایت‌های معجزه‌آسا از نبردها، جوانان مسلمان را به جهاد تشویق می‌کرد. او همچنین مرکز «الکفاح» را به‌عنوان شعبه رسمی مکتب الخدمات در آمریکا تأسیس نمود و در رادیکال‌سازی برخی افراد مانند سعید النصیر، قاتل مئیر کاهان، نقش داشت. شعار معروف عزام این بود: «تنها جهاد و تفنگ؛ نه مذاکره، نه کنفرانس، نه گفتگو.» در کتاب به کاروان بپیوندید، او مسلمانان را به دفاع از قربانیان، آزادسازی سرزمین‌های اسلامی و حفظ ایمانشان فراخواند. او بر نقش خشونت در دین تأکید داشت و معتقد بود که اسلام بدون جهاد، جنگ و خونریزی پیروز نخواهد شد.
عزام به خاطر توجیه کشتن غیرنظامیان مشرک در جهاد مورد انتقاد قرار گرفته است. او به پیروانش می‌گفت که حمله به مشرکان حتی در حضور زنان و کودکان غیرمبارز مجاز است. برخی، از جمله دور گلد، هشدار داده‌اند که این دیدگاه می‌تواند حساسیت نسبت به کشتار غیرنظامیان را کاهش دهد، اما پسرش حذیفه عزام گفته که پدرش معمولاً حملات به غیرنظامیان را تأیید نمی‌کرد.
عزام زیرساخت فکری و عملی گسترش جهاد جهانی را پایه‌ریزی کرد و شبکه‌ای برای آموزش و جذب نیروهای اسلام‌گرا در جنگ افغانستان ایجاد نمود، که بعدها نقش مهمی در شکل‌گیری القاعده داشت. مانند سید قطب، او خواستار تشکیل پیشگامان به‌عنوان هستهٔ جامعه اسلامی جدید بود و معتقد بود که جهاد باید تا برپایی دولت اسلامی ادامه یابد. او پیروزی در افغانستان را آغاز آزادی سرزمین‌های اسلامی از حکومت کفار می‌دانست، از جمله: آسیای مرکزی، فیلیپین، بوسنی، کشمیر، سومالی، اریتره و اسپانیا.

### حماس
عزام معتقد بود مکان طبیعی برای ادامه جهاد، سرزمینش فلسطین است. عزام قصد داشت تیپ‌هایی از جنگجویان حماس را در افغانستان آموزش دهد که سپس به فلسطین بازگردند و نبرد علیه اسرائیل را ادامه دهند. او حماس را «سر نیزه در رویارویی مذهبی مسلمانان و یهودیان در فلسطین» می‌دانست. این باور، او را با یکی دیگر از جناح‌های با نفوذ عرب ـ افغان‌ها، جهاد اسلامی مصر (EIJ) و رهبر آن، ایمن الظواهری، در تضاد قرار داد. این گروه یهودیان اسراییلی، مسیحیان اروپایی و هندوهای هندی را کافر می‌داند و معتقد است باید با آنان بجنگد ولی پیش از آنان، باید با مسلمانان خودفروخته مانند اعضای دولت مصر و دیگر دولت‌های مسلمان سکولار جهاد کند و تکفیر آنان در اولویت قرار دارد. اما عزام با تکفیر مسلمانان، از جمله تکفیر دولت‌های مسلمان، مخالفت کرد، که به اعتقاد او باعث گسترش فتنه و تفرقه در جامعه مسلمانان شد.

## کتاب‌ها
- «تیتان شمال» دربارهٔ احمد شاه مسعود.
- «دفاع از سرزمین‌های اسلامی: اولین ضرورت پس از ایمان».
- «پیوستن به کاروان»
- «کوه رفیع» دربارهٔ تمیم عدنانی از مجاهدین افغان.
- «نشانه‌های رحمت در جهاد افغان».
- وصیتنامه امام شهید عبدالله عزام

## همکاران و همراهان
در طول مدت فعالیت شیخ عزام در افغانستان نفرات بسیاری از دنیای عرب و اسلام با او همراه شدند. برخی از سرشناس‌ترین این افراد که در گروه عبدالله عزام بودند عبارتند از:
- اسامه بن لادن
- راشد حسین
- ایمن الظواهری
- عبدالله انس
- ابوهاجر
- ملا کریکار، رهبر نهضت اسلامی کردستان عراق
- حسین بیبرس لرستانی
- مستنصر باالله شوشتری
- عمر البشیر
- شیخ عبدالرحمن
- ابو سیاف (فیلیپین)
- ابوحفض
- ابوسیاف (چچن)
- ابوهانی[۱]

## سرانجام مرکز عبدالله عزام
پس از عبدالله عزام؛ اعضای گروه با عبدالحمید زندانی بیعت کردند اما او از رهبری این گروه سر باز زد و تعدادی از آنان به مرکز قاعدة الانصار به رهبری اسامه بن لادن پیوستند.

## تک‌نگاری
۱. The Caravan: Abdallah Azzam and the Rise of Global Jihad (کاروان: عبدالله عزام و رشد جهاد جهانی)، اثر Thomas Hegghammer (محقق ارشد در مؤسسه تحقیقات دفاعی نروژ).